# 澎湖特色植物

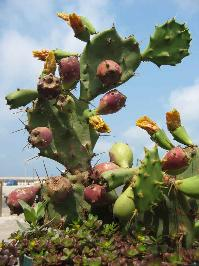
澎湖仙人掌

澎湖特色植物，列舉澎湖縣較具特色的植物，大部分非原生物種。

## 仙人掌

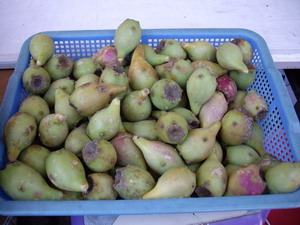
澎湖仙人掌果實

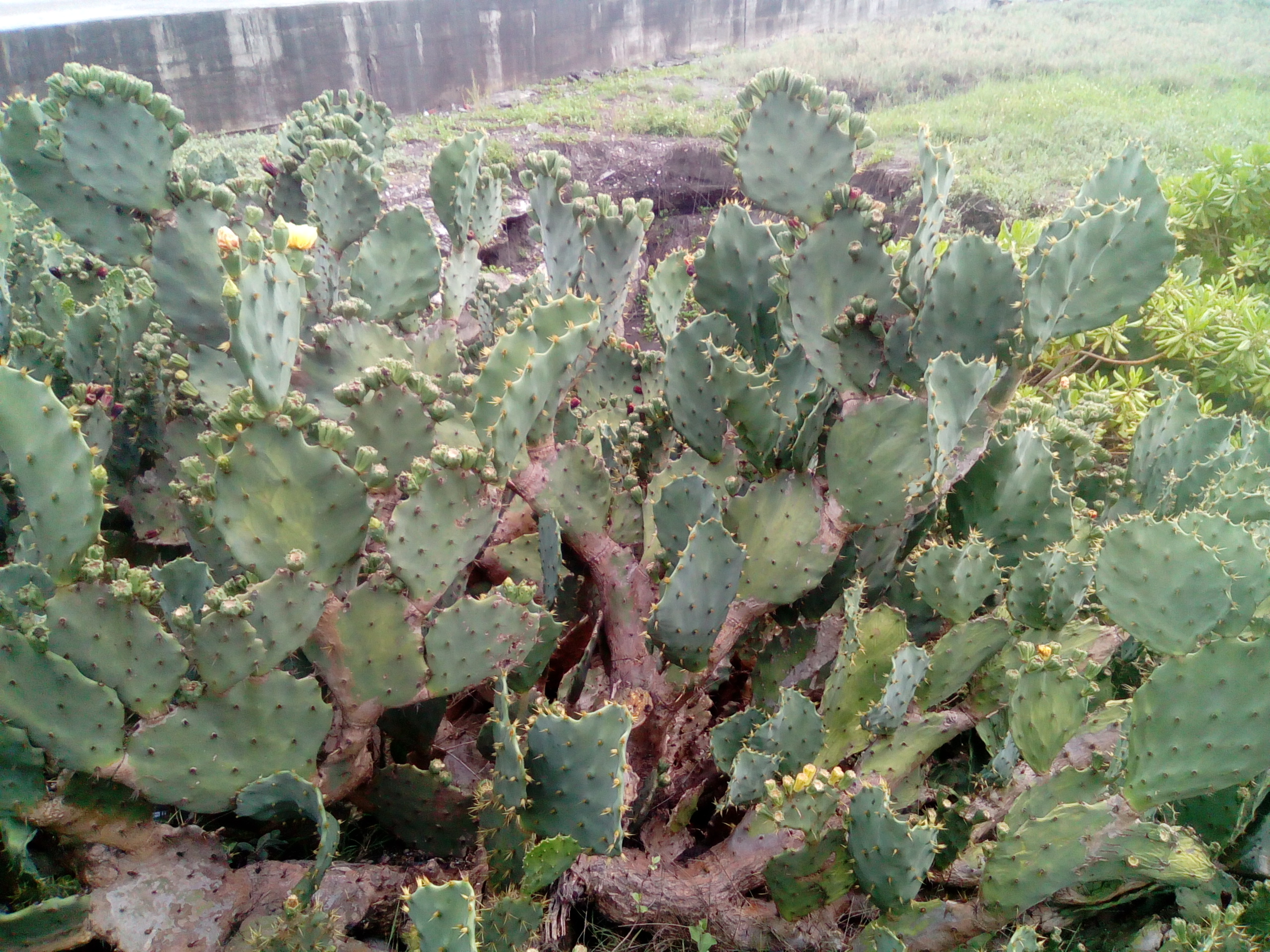
生長於旗津北岸的澎湖仙人掌

在澎湖，仙人掌又稱「仙巴掌」，根系廣，可以快速吸收水分。莖部肥厚多肉，莖內的薄壁組織含有大量水分，葉特化為針刺狀構造，以減少水分蒸散，花鮮黃色，果卵形或梨形，果肉紫紅色。仙人掌果富含維生素與其他養分，可供生食。
一般提到澎湖的仙人掌，通常指的是金武扇仙人掌（Opuntia stricta），其原產中南美洲，如：墨西哥，而本縣於早期引進，現廣布澎湖海邊。金武扇仙人掌除了果實可供生食外，肉質莖去皮後亦可作蔬菜或製成蜜餞。仙人掌莖內含有蘋果酸、琥珀酸和生物鹼，全株還可供藥用，有健胃、利尿、消腫之效。
```
 而澎湖人也用此仙人掌製作成不同的產品來食用，如澎湖最著名的仙人掌冰就是用此仙人掌來製作的。
```

## 天人菊

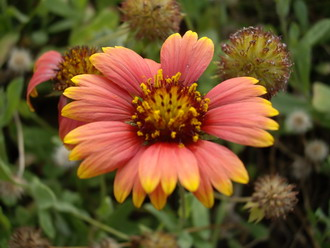
天人菊

天人菊又稱中心菊、矢車天人菊和野菊花，全株的柔細纖毛，是用來防止水份的散失，在夏季6~9月開花，花瓣為舌狀，顏色為紅黃漸層，結果期約在8~10月。
天人菊原產於美國南部，原為引進澎湖栽植，因澎湖各地氣候平均，土壤大多為沙質土，非常適合天人菊的生長，道路兩旁和山坡草原隨處可見，又因為天人菊耐旱寒，外型嬌小，同時亦是澎湖縣的縣花。 

## 馬鞍藤

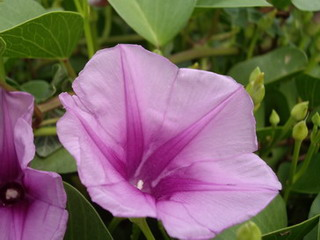
馬鞍藤

馬鞍藤別名厚藤、鱟藤、馬蹄草，葉子是互生的單葉，呈現出圓形或是寬的橢圓形，葉子的先端則是明顯凹陷或是接近兩裂，形狀如馬鞍，故名馬鞍藤，葉面摸起來有皮革質感，其全株光滑無毛，蔓莖極長而匍匐地面向四面伸展；花冠大多為粉紅色到淺紫紅色之間，節上長出「不定根」。根部抓取力強，可防沙固土，群落而居。
馬鞍藤是一種熱帶性分佈型的植物種類，其耐鹽又耐高鹼性土壤，其根深埋沙層中，只留下有角質構造保護的葉片在地面上，不僅可以藉以減少水分的蒸發，還可防止灼傷，馬鞍藤的藤可以驅寒、利尿、治風濕、神經痛、關節炎、淋病，可食用，根、莖、葉經過水燙後可炒食，但不宜過量。

## 蘆薈

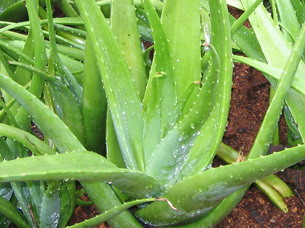
蘆薈

蘆薈屬多肉且多刺的百合科植物，生長於亞熱帶地區，葉肥厚多汁，粉綠色，條狀披針形，邊緣疏生刺狀小齒。蘆薈的功用非常廣泛，它不僅能治便秘、強心活血、增加抵抗力，還能鎮痛、鎮靜、抗菌、抗老、防晒、防蟲、防臭等功效。
現今已研發出許多對人體有好處的產品，例如：沐浴乳、洗髮乳、洗面乳…，防晒產品也不少，例如：蘆薈凝露、蘆薈防晒乳、蘆薈乳液。

## 十角絲瓜

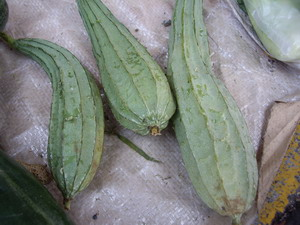
十角絲瓜

十角絲瓜是澎湖特有的絲瓜，其外觀十分獨特，因此有不少的稱呼，剖開後的橫切面顯示出很明顯的十角型(因其有十個凸起的棱)，因而得名。
十角絲瓜屬葫蘆科（Cucurbitaceae）一年生攀援草本。果實嫩、可食用，適合生長於高溫潮濕的東南亞地區，絲瓜的根系強大，繁殖力強，莖節生有分枝捲鬚，側蔓是其結果的地方，生長的季節在於春末終霜之時至夏日都是結絲瓜的結果期。